# Рат против ислама
Рат против ислама је термин и теорија завере која се користи да опише заједнички напор да се нанесе штета, ослаби или уништи друштвени систем ислама, користећи војна, економска, социјална и културна средства, или средства за инвазију и мешање у исламске земље под изговором рата против тероризма, или коришћење медија за стварање негативног стереотипа о исламу. Сматра се да су извршиоци наводног рата немуслимани, посебно западни свет и „лажни муслимани“, наводно у дослуху са политичким актерима у западном свету. Док савремени наратив „рата против ислама“ углавном покрива општа питања друштвених трансформација у модернизацији и секуларизацији, као и општа питања међународне политике моћи међу модерним државама, крсташки ратови се често наводе у наративу као полазна тачка рата против ислама.
Фразу или сличне фразе користили су исламисти као што су Саииид Кутб, Ајатолах Хомеини, Анвар ал-Авлаки, Осама бин Ладен, чеченски милитант Дока Умаров, свештеник Ањем Чудари, и починилац покоља у Форт Худу Нидал Хасан. Такође су га користили у пропаганди Ал Каида и Исламска држава Ирака и Леванта. Политички неологизам на енглеском језику „Рат против ислама“ скован је у исламистичком дискурсу 1990-их и популаризован као теорија завере тек после 2001.
Произраелски писац Џонатан Шанцер тврди да се историјска равнодушност муслимана према Западу претворила у „узбуњену несклоност“ са почетком западне војне супериорности у 17. веку. Међутим, са завршетком ере западног колонијализма, бес према немуслиманима и владама земаља са већинским муслиманским становништвом не потиче од наводне немуслиманске агресије и непријатељства, већ наводно због фрустрације због немилосрдног задирања углавном западне културе, технологије, економије, и од чежње за „повратком у славне дане када је ислам владао без премца“.

## Употреба појма и концепта
Најутицајнији исламисти који су навели широку злонамерну заверу против друштвеног система ислама су:

### Саијд Кутб
Из позадине организације и идеологије Муслиманског братства, Сајид Кутб, вероватно најутицајнији исламистички писац, често описиван као „човека чије ће идеје обликовати Ал Каиду“, такође је проповедао да Запад није само у сукобу са исламом већ сплеткари против њега. У својој књизи Milestones, први пут објављеној 1964, написао је:
Западни начини мишљења … [има] непријатељски однос према свим религијама, а посебно према исламу. Ово непријатељство према исламу је посебно изражено и много пута је резултат добро осмишљене шеме чији је циљ прво да се пољуљају темељи исламских веровања, а затим постепено руши структура муслиманског друштва.
Оливије Рој је описао Кутбов став као „радикални презир и мржњу“ према Западу, и жали се да склоност муслимана попут Кутба да криве за проблеме спољне завере „тренутно паралише муслиманску политичку мисао. Јер рећи да је сваки неуспех ђавоље дело је исто што и тражити од Бога, или од самог ђавола (што би ових дана рекли Американци), да реши нечије проблеме.“
Међу раним књигама које следе Кутбово становиште је Qadat al-gharb yaquluman: dammiru al-Islam, ubidu ahlahu (Западни лидери говоре: уништити ислам, уништити све његове људе) коју је написао Џелал `Алам и објавио 1977.

### Ајатолах Хомеини
Ајатолах Рухолах Хомеини, шиитски исламистички вођа Иранске револуције 1979. и оснивач Исламске Републике Иран, проповедао је да западни империјалисти или неоимперијалисти покушавају да натерају муслимане да пате, да „пљачкају“ њихове ресурсе и друго богатство, и да прво морају да поткопају ислам. јер је ислам стао на пут овој крађи и омаловажавању. Хомеини тврди да неке од наводних западних завера нису новијег датума, већ стотинама година.
[Европљани] су и сами познавали моћ ислама јер је некада владао делом Европе, и знају да се прави ислам противи њиховим активностима. (...) Стога су од самог почетка настојали да уклоне ову препреку са свог пута омаловажавањем ислама (...). Прибегли су злонамерној пропаганди (...). Агенти империјализма су заузети у сваком кутку исламског света одвлачећи нашу омладину од нас својом злом пропагандом. Уништавају ислам! Агенти – и странци које су империјалисти послали и домаће становништво који су код њих запошљавали – раширили су се у свако село и регион Ирана и одводе нашу децу и младе на криви пут.

### Осама бин Ладен
Из салафистичке перспективе, Осама бин Ладен у готово свим својим писаним или снимљеним порукама наглашава наводни рат и позива муслимане да се против њега дигну оружјем. У својој фетви из 1998. у којој је прогласио да је убијање Американаца и њихових савезника — цивила и војске — индивидуална дужност сваког муслимана који то може учинити у било којој земљи у којој је то могуће“, Бин Ладен је навео три разлога за фетва: присуство америчких трупа у Саудијској Арабији, повећање смртности новорођенчади у Ираку након тамошњих санкција које подржавају САД и америчка помоћ Израелу.

## Оптужбе у вези са наводним ратом против ислама

### Исламска традиција и историја
Према научнику Дејвиду Б. Куку, професору веронауке на Универзитету Рајс, оно што неки верују да је библијски доказ за постојање наводног „рата против ислама“ налази се у популарном хадису, који наводно прориче да је рат против ислама је Традиција Тхавбана.
Кук тврди да је идеја о рату Запада против друштвеног система ислама веровање „у срцу радикалног муслимана и посебно глобалистичког радикалног муслимана; фактор „који повезује глобалистичке радикалне муслимане заједно“.
Западне присталице веровања у укорењену западну мржњу/непријатељство према исламу укључују историчара Роџера Сејверија и писца из Бостона Џејмса Керола. Према Саворију, хришћански свет се осећао угроженим исламом и његовим походом на Европу (муслимански Омајадски калифат напредовао је у Европу чак до северне Француске пре него што је поражен у бици код Тура 732; муслиманско Отоманско царство је два пута покушало да освоји Беч, полажући опсаде града 1485. и 1683. године), и тако је постао непријатељски према њему.

### Наводно наслеђе крсташких ратова
Исламисти који користе овај термин често указују на крсташке ратове и европску колонизацију, верујући да је то пример покушаја да се уништи муслимански начин живота. Сајид Кутб, на пример, не само да је веровао да Запад има „добро осмишљену шему чији је циљ прво да уздрма темеље исламских веровања“, већ је тврдио да средњовековни хришћански крсташки ратови нису били „облик империјализма, „већ је западни империјализам био нови облик крсташких ратова. Савори каже:
Није изненађујуће, стога, пронаћи велику сличност између средњовековног гледишта да је било безбедно говорити лоше о Мухамеду јер је његова злобност превазилазила све што се лоше могло рећи о њему, и тона мисионарских трактата из деветнаестог века који су подстицали муслимане у Индији да напусте криву религију којој су били поучени. Било је чак и одјека старог крсташког духа. Када су Французи окупирали Алжир 1830. године, изјавили су да имају на уму „највећу корист за хришћански свет“. Слично, Цанингово решење 'проблема' Отоманског царства било је да га уведе у модерну Европу под хришћанским старањем. Када су Французи напали Тунис 1881. године, сматрали су своју акцију светом дужношћу „коју супериорна цивилизација дугује мање напредном становништву“.
Председник Џорџ В. Буш је 16. септембра 2001. рат у Авганистану назвао крсташким ратом: „Овај крсташки рат, овај рат против тероризма ће потрајати. А амерички народ мора бити стрпљив. Бићу стрпљив“.
Насупрот томе, историчар Бернард Луис истиче да су крсташи имали јаче мотиве да воде крсташки рат, без мотива оцрњивања ислама. Земље које су покушали да поврате биле су земље на којима је хришћанство основано, укључујући „свету земљу у којој је Христос живео, учио и умро“, и где је „знатан део становништва... можда чак и већина, још увек био хришћанин“, пошто „није прошло више од четири века откако су арапски муслимански освајачи отели ове земље од хришћанског света“. Уместо да крсташки ратови оставе психолошки ожиљак који се преноси кроз векове међу муслиманима, Арапи тог времена нису називали крсташе крсташима или хришћанима, већ Францима или неверницима, а „са малим изузецима“, муслимански историчари тог времена показивао „мало занимања откуда или зашто су Франки дошли и извештавао о њиховом доласку и одласку са подједнаком недостатком радозналости”.

### Савремени догађаји
Наводни починиоци „Рата против ислама“ укључују западне силе (посебно Сједињене Државе), режиме прозападних муслиманских држава (нпр. Јордан, Египат, Саудијска Арабија, Кувајт, Катар, УАЕ, Бахреин, Оман, Пакистан) и не-западне, немуслиманске државе као што су Израел (израелско-палестински сукоб), Мјанмар (геноцид Рохиња), Русија (чеченско-руски сукоб), Индија (за сукоб у Кашмиру), а недавно и Кина (за сукоб у Синђијангу). Осама бин Ладен наводи: „У међувремену, резолуција УН донета пре више од пола века дала је муслиманском Кашмиру слободу да изабере независност од Индије и Кашмира. Џорџ Буш, вођа кампање крсташа, најавио је пре неколико дана да ће свом преобраћеном агенту [пакистанском председнику Первезу] Мушарафу наредити да затвори кампове муџахида у Кашмиру, чиме је потврдио да је реч о ционистичко-хиндуистичком рату против муслимана."
Конкретно, западна подршка континуираној окупацији палестинске територије ван њених граница од стране државе Израел проглашена је делом „рата против ислама“. Осама бин Ладен је изјавио да је „одбацивање поштено изабране владе Хамаса од стране Запада реафирмација 'неправде, агресије и мржње' према Палестинцима. Енвер Масуд, индијски муслиман и аутор књиге Рат против ислама, изјавио је да, иако нема муслимана на високом нивоу у креирању политике и медијским пословима у Сједињеним Државама, „ Амерички Јевреји заузимају скоро сваку позицију у вези са америчким арапско-израелском политиком“. Контролу Индије над Кашмиром са већинским муслиманским становништвом Осама бин Ладен је назвао „ционистичко - хиндуистичким ратом против муслимана“. У данашње време, догађаји за које се тврди да су напади на ислам укључују медијски приказ саме религије и „рат против тероризма“. Наводне завере против ислама понекад укључују и друге муслимане који су оптужени да су отпадници. Ајатолах Хомеини је веровао да су „агенти империјализма“, термин који је дао „секуларним“ прозападним муслиманима, „заузети у сваком углу исламског света одвлачећи нашу омладину од нас својом злом пропагандом“.
Амерички саветник за националну безбедност је 2016. године рекао: „Исламизам је опаки рак у телу свих муслимана који мора бити изрезан“.
Контроверзе о данским цртаним филмовима из 2005. произвеле су су сатиричне карикатуре које приказују Мухамеда у данским новинама, што је довело до протеста и паљења норвешке и данске амбасаде у Сирији, а Осама бин Ладен их је видео као део „рата ционистичких крсташа против ислама“. У аудио поруци Осама бин Ладен је описао да се карикатуре дешавају у оквиру „новог крсташког рата“ против ислама, у којој је рекао да је папа играо „велику и дугу улогу“ и тврдио да сте „претерали у својој невери и ослободили се манира расправа и борби и отишли до те мере да објавите ове увредљиве цртеже“. „Ово је већа и озбиљнија трагедија (од бомбардовања муслиманских сељана), а обрачун за њу ће бити озбиљнији. Између осталих, ирански врховни вођа ајатолах Али Хамнеи окривио је „ционистичку заверу“ за свађу око карикатура. Палестински изасланик у Вашингтону је навео да је странка Ликуд измислила дистрибуцију Мухамедових карикатура широм света у покушају да створи сукоб између Запада и муслиманског света. Након убиства вође ИСИС-а Ебу Бекра ел Багдадија, јордански коментатор који је писао за јорданске новине Ал-Дустоур тврдио је да је Ал-Багдади био израелски агент, којег је обучавала израелска спољна обавештајна служба Мосад, за мисију нарушавања имиџа ислама.

#### Медији
Универзитети Џорџије и Алабаме у Сједињеним Државама спровели су студију у којој су упоређивали медијско извештавање о „терористичким нападима“ које су починили исламистички милитанти са нападима немуслимана у Сједињеним Државама. Истраживачи су открили да терористички напади исламистичких милитаната добијају 357 одсто више медијске пажње него напади које су починили немуслимани или белци. Терористички напади које су починили немуслимани (или тамо где је религија била непозната) добијали су у просеку 15 наслова, док су они које су починили муслимански екстремисти добили 105 наслова. Студија је заснована на анализи новинских извештаја који покривају терористичке нападе у Сједињеним Државама између 2005. и 2015. године.

#### Религијска ограничења
Током 2016. седам земаља – Белгија, Етиопија, Француска, Мађарска, Нигер и Шведска – користило је хитне законе који су ограничавали религију унутар својих граница. Иако су званична оправдања за ове мере варирала, најновија годишња студија о религиозним ограничењима истраживачког центра Пев открива да су у седам земаља муслимани, више од било које друге верске групе, били на мети органа за спровођење закона и безбедносних служби које делују у складу са законима о ванредним ситуацијама. Ова чињеница, заједно са осталима, помогла је да се пет од ових седам земаља сврста међу 105 нација, на глобалном нивоу, где су владина ограничења вере порасла 2016.

## Пријем
Реакције на немуслиманском Западу на наводни рат су различите. Неки западни политички лидери су одбацили тврдње о рату против ислама као неистините, а истовремено су били осетљиви на муслиманске страхове од таквог „рата“ и обликовали неке од својих политичких изјава и акција имајући на уму муслиманске страхове — укључујући осуду оних који вербално нападају муслимане. Други немуслимани су тврдили да је истина о верском рату супротна – да су муслимани ти који воде рат против немуслимана.

### Пријем у америчкој политици
Након исламистичких терористичких напада и председник Барак Обама (после напада у Сан Бернардину) и Џорџ В. Буш (након напада 11. септембра) су истакли да САД нису у рату са исламом, уместо тога да су у „ рат против зла“ (Буш) и „људи који су изопачили ислам“ (Обама).
Када је републикански председнички кандидат Доналд Трамп изјавио да страним муслиманима не треба дозволити да уђу у Сједињене Државе, док администрација не схвати шта се дешава, републикански сенатор Линдзи Грем је одговорио да је „Доналд Трамп урадио једину ствар коју не можете да урадите — објавити рат самом исламу. Свим нашим пријатељима муслиманима широм света, попут краља Јордана и председника Египта, жао ми је. Он нас не представља.“ Друга реакција била је реакција Вашингтон Блејда, геј новина, које су штампале наслов на цијелој страници који је гласио: „Свим муслиманима: Трамп не говори уместо нас“. Главни стратег Беле куће, Стив Бенон, такође је оптужен за подстицање рата против ислама, и оптужио је муслимане да су „пета колона овде у Сједињеним Државама са којом се треба одмах позабавити“, и назвао је ислам „религијом покоравања“, за разлику од „просвећеног... јудео-хришћанског Запада“.

### Рецепција у муслиманском дискурсу
Мера јачине уверења да немуслиманска сила (САД) барем покушава да ослаби, ако не и уништи ислам, била је питање у анкетама које су крајем 2006/ почетком 2007. показале да јака већина — најмање 70% — у муслиманским земљама Египта, Марока, Пакистана и Индонезије, одговарају са да, на питање анкетара: да ли верујете да Сједињене Државе желе да „ослабе и поделе исламски свет?”

Даниел Бењамин и Стивен Сајмон пишу у својој књизи Age of Sacred Terror:
На Блиском истоку и у Пакистану, верски дискурс доминира друштвима, етером и размишљањем о свету. Радикалне џамије су се умножиле широм Египта. Књижарама доминирају дела са верском тематиком... Захтев за шеријатом, уверење да су њихове владе неверне исламу и да је ислам решење за све проблеме, и сигурност да је Запад објавио рат исламу; то су теме које доминирају јавном дискусијом. Исламисти можда не контролишу парламенте или владине палате, али су окупирали народну машту.
Међутим, многи немуслимани на западу су одбацили идеју да Запад води рат против ислама.
Салман Ружди, жртва фатве ајатолаха Хомеинија, тврди да је оно што су исламисти назвали ратом „запада против ислама“ компликованије. Исламисти се „супротстављају не само западу и 'Јеврејима', већ и својим колегама исламистима", пример је борба између сунитских талибана и шиитске Исламске Републике Иран. „Овај параноични ислам, који криви аутсајдере, 'невернике', за све невоље муслиманских друштава и чији је предложени лек затварање тих друштава за ривалски пројекат модерности, тренутно је најбрже растућа верзија ислама на свету,“ према Руждију.

### Западни заговорници теорије „Рата против ислама“
Према Џејмсу Керолу, сукоб између муслимана и западњака „води своје порекло више на ’западу‘ него у кући ислама“, и може се пратити до „отровног цвета крсташких ратова, са њиховим омаловажавањем далеких култура“, и друге неправде западњака.
Заговорници овог гледишта често сматрају рат против тероризма са пратећим војним активностима у Авганистану 2001. године, инвазију на Ирак 2003. као део рата против ислама. Западни колонијализам на Блиском истоку током 20. века неки такође сматрају нападом те врсте.